# Sorédie

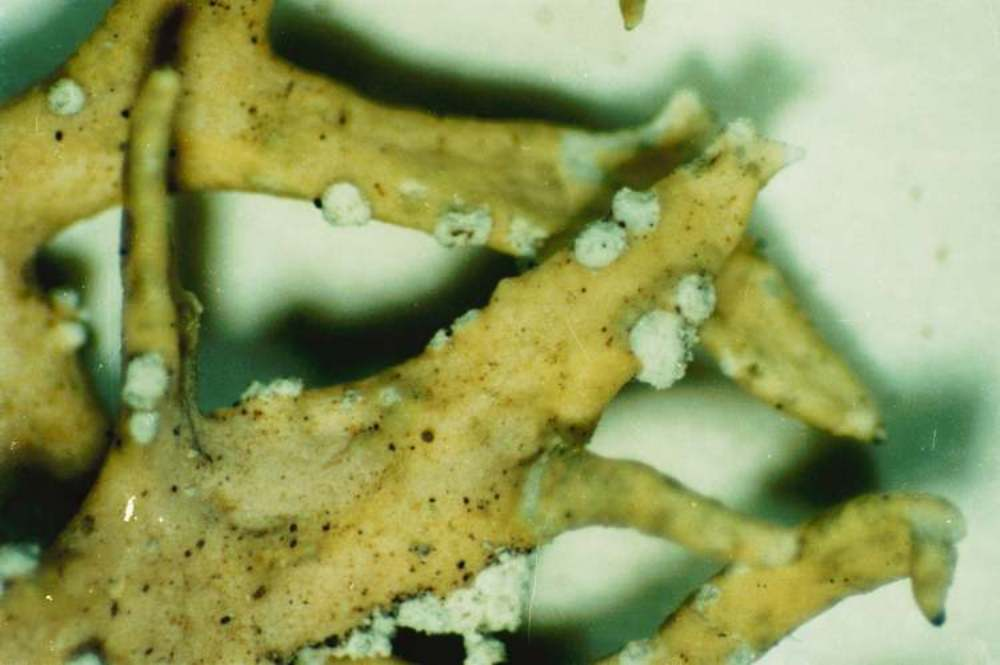
Soralies sur le thalle d’Evernia prunastri, la « mousse de chêne ».

Une sorédie (du grec soros, « tas, monceau ») est un granule non cortiqué, de très petite taille, formé d'un enchevêtrement de cellules algales ou de cyanobactéries, et d'hyphes, assurant la multiplication végétative efficace de certaines espèces de lichens. Ce glomérule est élaboré par le thalle lichénique.

## Structure
Les sorédies sont des propagules qui contiennent des cellules du photosymbiote (algue, cyanobactérie) et du mycosymbiote, et sont entourées d’une couche d’hyphes. Elles sont réparties sur toute la surface du thalle ou sont rassemblées dans des granulations grossièrement farineuses ou granuleuses, les soralies. Contrairement aux isidies, les sorédies sont des amas qui sont autant de diaspores et ne sont constituées que de quelques gonidies et de fragments d'hyphes, ayant généralement un diamètre inférieur à 100 μ.

## Fonction
Isidies et soralies sont les deux modes de propagation les plus courants du complexe lichénique. Elles permettent la multiplication végétative efficace de certaines espèces de lichens.